# Thỏ tai cụp Pháp

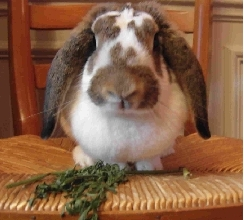
Một con thỏ Lop Pháp

Thỏ Lop Pháp là một giống thỏ nhà có nguồn gốc xuất xứ từ Pháp và được phối giống vào thế kỉ 19. Du nhập vào Anh với vai trò là thỏ cung cấp thịt thỏ, nhưng đến năm 1965, loài thỏ này được đem đi biểu diễn, và đến hiện nay nổi tiếng là một trong những loài được đem đi triển lãm nhiều nhất. Chúng là giống đầu tiên ở Pháp khoảng năm 1850 và thành lập tại Pháp như một con thỏ thịt trong giữa thế kỷ thứ 19. 

## Đặc điểm
Là loài lớn con, cân nặng 4.5 kg. Thỏ này gần giống với thỏ Flemish lớn của chúng ta ngày hôm nay, thỏ Lop Pháp tăng phổ biến ở các nước láng giềng như Bỉ, Đức và Hà Lan. Năm 1933, nó đã được báo cáo rằng mười con được mang lại từ Hà Lan và được trưng bày tại Anh, mặc dù nó đã không được cho đến năm 1960, Pháp Lop Thỏ đã trở thành một giống thỏ phổ biến ở Anh.Thỏ đã được nhập khẩu vào Mỹ trong 1970-1971. Chúng có cái tai dài thò lò xuống dưới cằm, và xuất hiện gần như khối với một cơ thể um tùm ngắn và đầu to. Chân trước ngắn, thẳng, chân sau được thực hiện song song với cơ thể. Độ tuổi lý tưởng cho các con cái bắt đầu sinh sản từ tháng 9. 

## Chăm sóc
Cho ăn cà rốt có thể khiến chúng bị sâu răng, cũng như gây nên những vấn đề về sức khỏe khác. Cà rốt và táo chứa nhiều đường thực vật, chỉ nên cho thỏ ăn những loại này ít. Chúng thích cam thảo nhưng nó lại không tốt bởi thỏ không thể tiêu hóa đường. Chúng thông thường không ăn rau củ có rễ, ngũ cốc hoặc trái cây, đặc biệt là rau diếp. Nên cho thỏ ăn cỏ, cải lá xanh đậm như bắp cải, cải xoăn, bông cải xanh.
Luôn có thức ăn xanh trong khi chăm sóc, lượng thức ăn xanh cho chúng luôn chiếm 90% tổng số thức ăn trong ngày. Có thể cho chúng ăn thêm thức ăn tinh bột, không được lạm dụng vì chúng sẽ dễ bị mắc bệnh về đường tiêu hóa dẫn đến chết. Nhiều người cho rằng thỏ không cần uống nước là sai. Thỏ chết không phải do uống nước hay ăn cỏ ướt mà vì uống phải nước bẩn và ăn rau bị nhiễm độc.